# 9746 Kazukoichikawa
9746 Kazukoichikawa è un asteroide della fascia principale. Scoperto nel 1988, presenta un'orbita caratterizzata da un semiasse maggiore pari a 2,2087006 UA e da un'eccentricità di 0,2048497, inclinata di 3,23414° rispetto all'eclittica.